# Italienisches Wirtschaftswunder

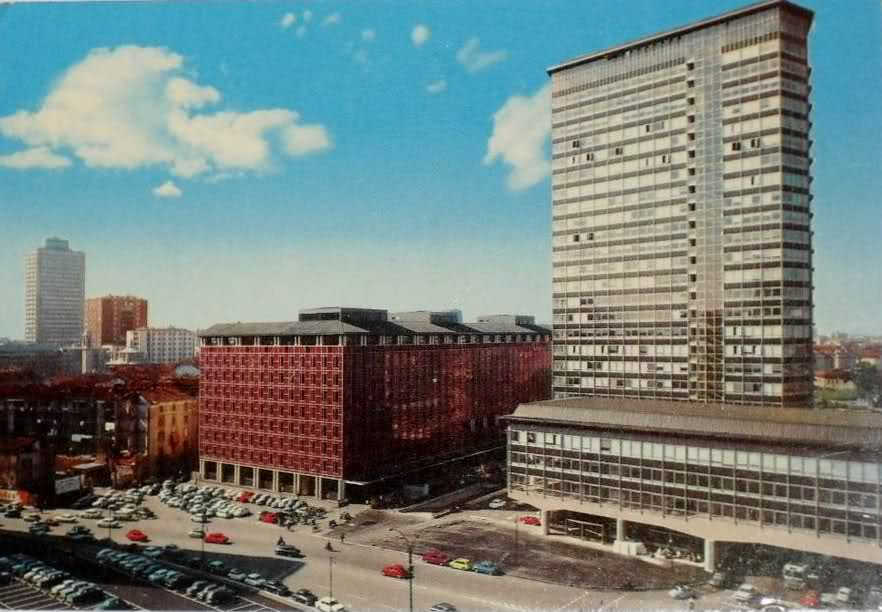
Das Mailänder Stadtzentrum in den 1960er Jahren

Das italienische Wirtschaftswunder bzw. der italienische Wirtschaftsboom (italienisch: il miracolo economico italiano bzw. il boom economico italiano) war eine lange Periode starken Wirtschaftswachstums in Italien von dem Ende des Zweiten Weltkriegs bis in die späten 1960er Jahre. Diese Periode der Geschichte Italiens stellte nicht nur ein bedeutendes Ereignis in der wirtschaftlichen und sozialen Entwicklung des Landes dar – das sich von einer armen, hauptsächlich ländlichen Nation in eine globale Industriemacht verwandelte –, sondern war auch eine Periode bedeutsamer Veränderungen in der italienischen Gesellschaft und Kultur. So ermöglichte das Wirtschaftswachstum den Aufbau eines modernen Wohlfahrtsstaats und eine deutliche Steigerung des materiellen Lebensstandards für breite Bevölkerungsschichten. Durch Urbanisierung und interne Migration wandelten sich auch Kultur und Gesellschaft.

## Geschichte

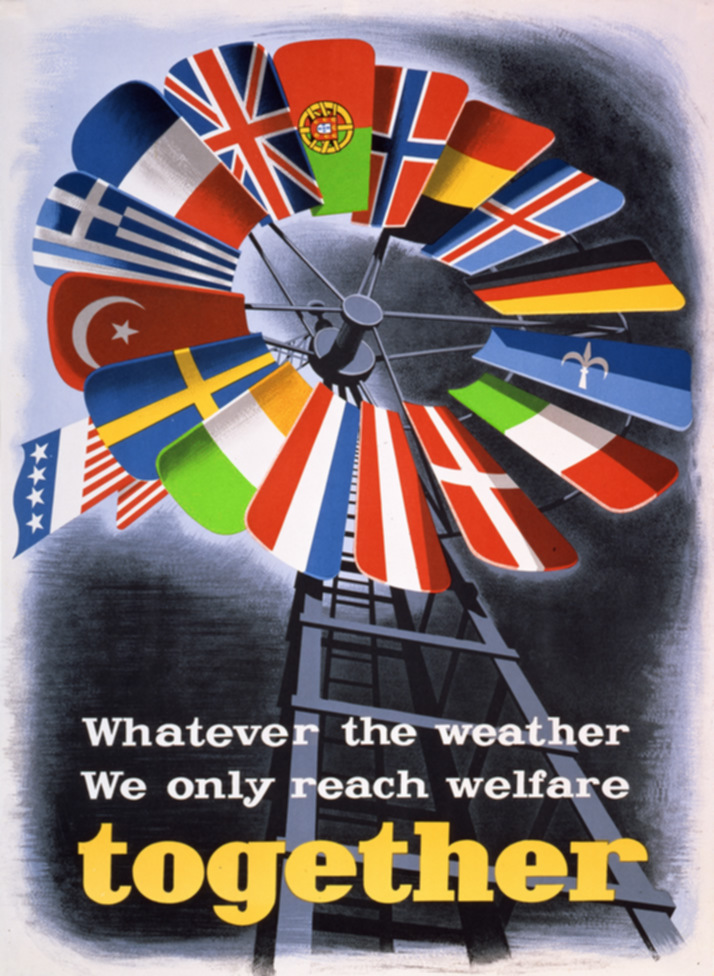
Eines von mehreren Plakaten, die zur Förderung des Marshallplans in Europa erstellt wurden

Nach dem Ende des Zweiten Weltkriegs lag Italien in Trümmern und war von ausländischen Armeen besetzt, ein Zustand, der den chronischen Entwicklungsrückstand gegenüber den fortgeschritteneren europäischen Volkswirtschaften noch vergrößerte. Die neue geopolitische Logik des Kalten Krieges machte es jedoch möglich, dass der ehemalige Feind Italien, eine Brücke zwischen Westeuropa und dem Mittelmeerraum, und nun eine junge, fragile Demokratie, die durch die Nähe zum Eisernen Vorhang und die Präsenz einer starken kommunistischen Partei bedroht war, zu einem Partner wurde. Italien wurde von den Vereinigten Staaten als wichtiger Verbündeter für die sogenannte freie Welt betrachtet und war daher Empfänger der großzügigen Aufbauhilfen des Marshallplans, der Italien von 1948 bis 1952 mit 1,5 Milliarden US-Dollar subventionierte. Das Ende des Plans, das den Aufschwung hätte stoppen können, fiel mit dem Koreakrieg (1950–1953) zusammen, dessen Nachfrage nach Metall und anderen Industrieerzeugnissen das industrielle Wachstum in Italien weiter anregte (Korea-Boom). Darüber hinaus sorgte die Gründung des gemeinsamen europäischen Marktes im Jahr 1957, zu dessen Gründungsmitgliedern Italien gehörte, für mehr Investitionen und erleichterte die Exporte.

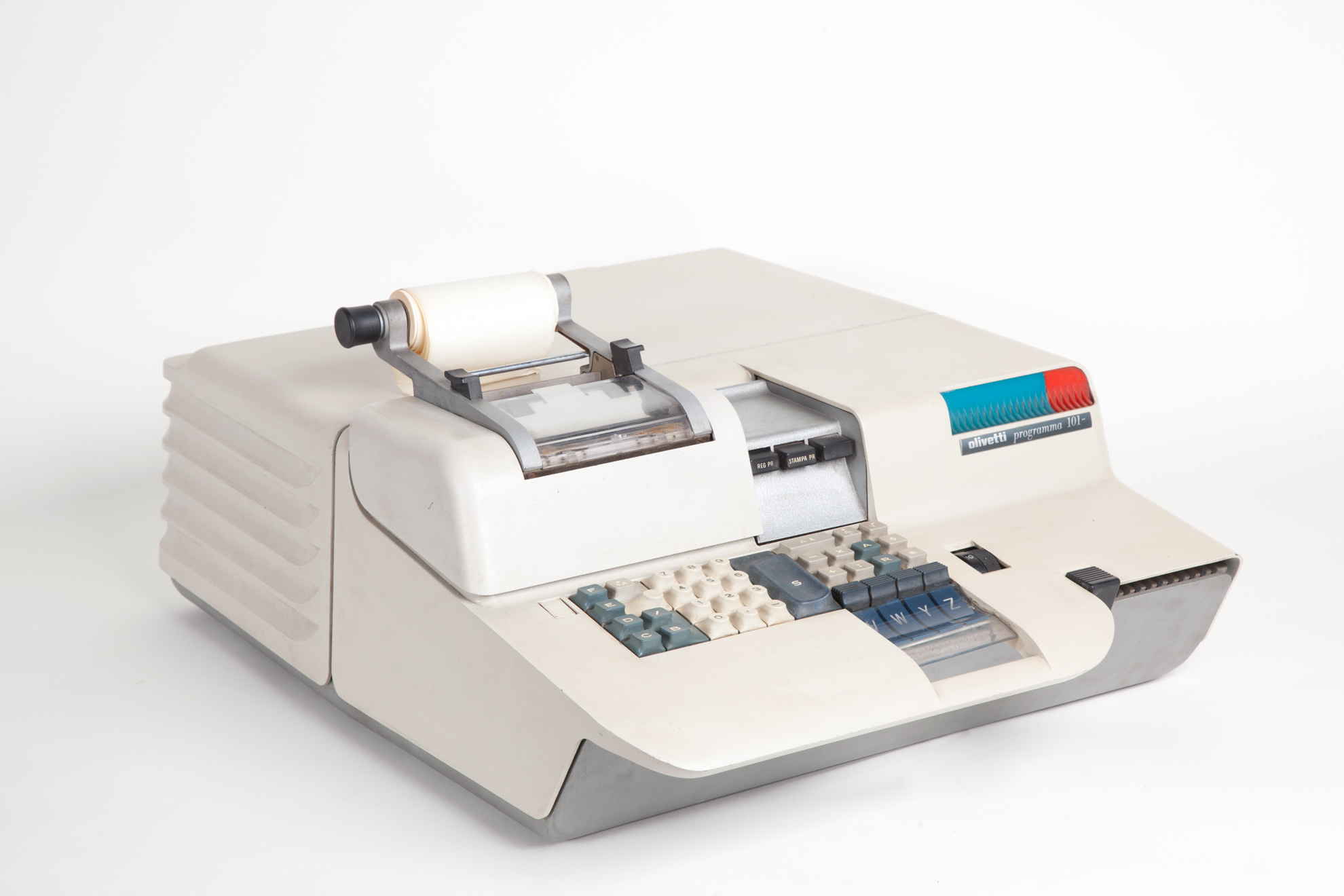
Der Programma 101, der 1965 von Olivetti entwickelt wurde, gilt als einer der ersten programmierbaren Rechner überhaupt und war international ein großer Erfolg.

Die oben erwähnten äußerst vorteilhaften historischen Rahmenbedingungen in Verbindung mit dem Vorhandensein eines großen Arbeitskräftebestands mit einer günstigen Lohnstruktur legten den Grundstein für ein spektakuläres Wirtschaftswachstum. Der Boom hielt fast ununterbrochen an, bis der „Heiße Herbst“ mit massiven Streiks und sozialen Unruhen in den Jahren 1969/1970 in Verbindung mit der späteren Ölkrise von 1973 die Wirtschaft allmählich abkühlte, die nie wieder zu den hohen Wachstumsraten der Nachkriegszeit zurückkehrte. Die italienische Wirtschaft verzeichnete zwischen 1951 und 1963 eine durchschnittliche Wachstumsrate des BIP von 5,8 % pro Jahr und zwischen 1964 und 1973 von 5,0 % pro Jahr. Die italienischen Wachstumsraten lagen in Europa nur an zweiter Stelle, aber sehr nahe an den westdeutschen Raten, und unter den OEEC-Ländern war nur Japan noch besser. 1963 lobte US-Präsident John F. Kennedy das außergewöhnliche Wirtschaftswachstum Italiens bei einem offiziellen Abendessen mit dem italienischen Präsidenten Antonio Segni in Rom und erklärte, dass „das Wachstum der Wirtschaft, der Industrie und des Lebensstandards der Nation in den Nachkriegsjahren wirklich phänomenal war. Ein Land, das einst buchstäblich in Trümmern lag und von hoher Arbeitslosigkeit und Inflation heimgesucht wurde, hat seine Produktion und sein Vermögen gesteigert, seine Kosten und seine Währung stabilisiert und neue Arbeitsplätze und neue Industrien in einem Tempo geschaffen, das in der westlichen Welt seinesgleichen sucht.“

## Gesellschaft und Kultur

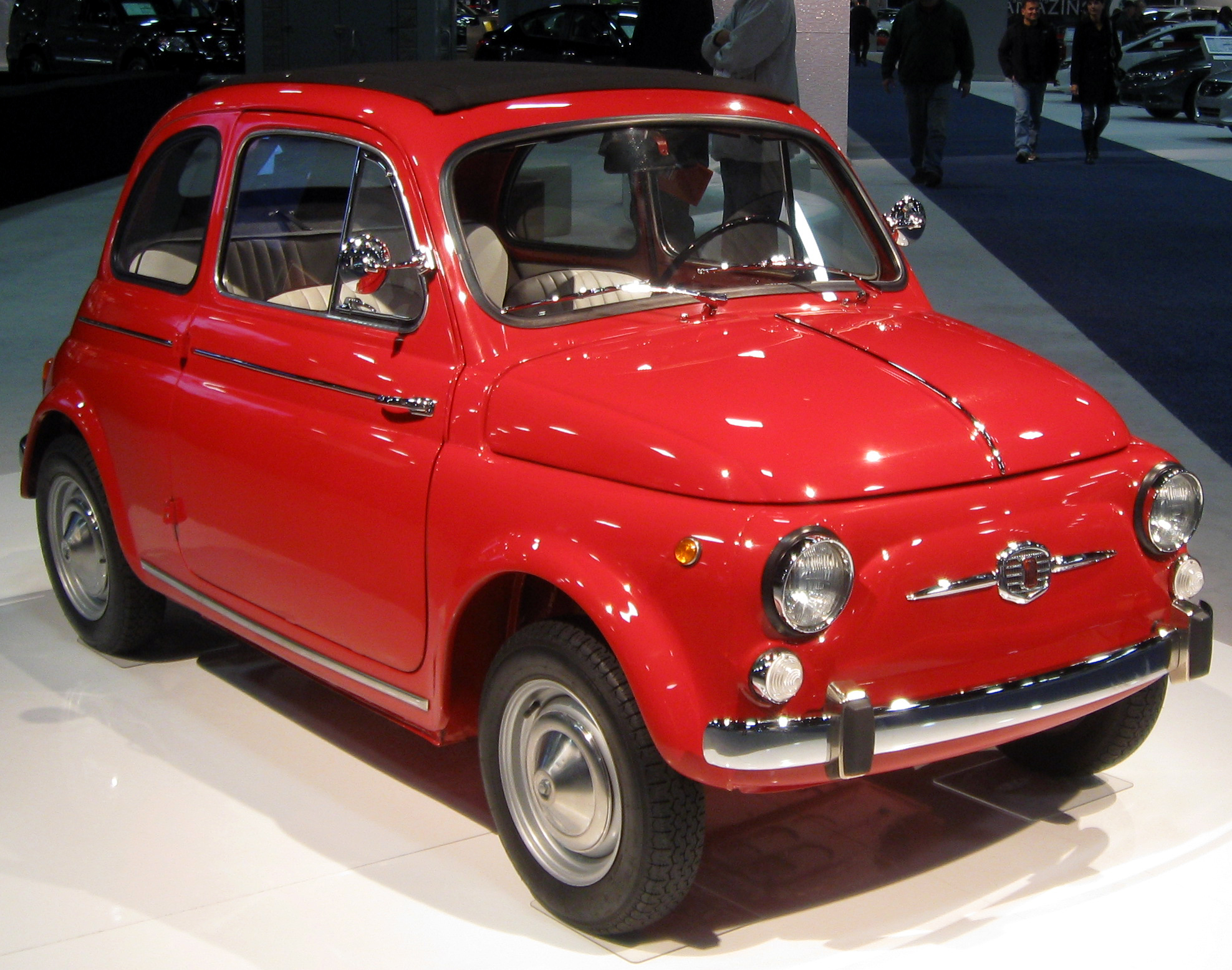
Der Fiat 500, der 1957 auf den Markt kam, gilt als Symbol für das italienische Wirtschaftswunder.

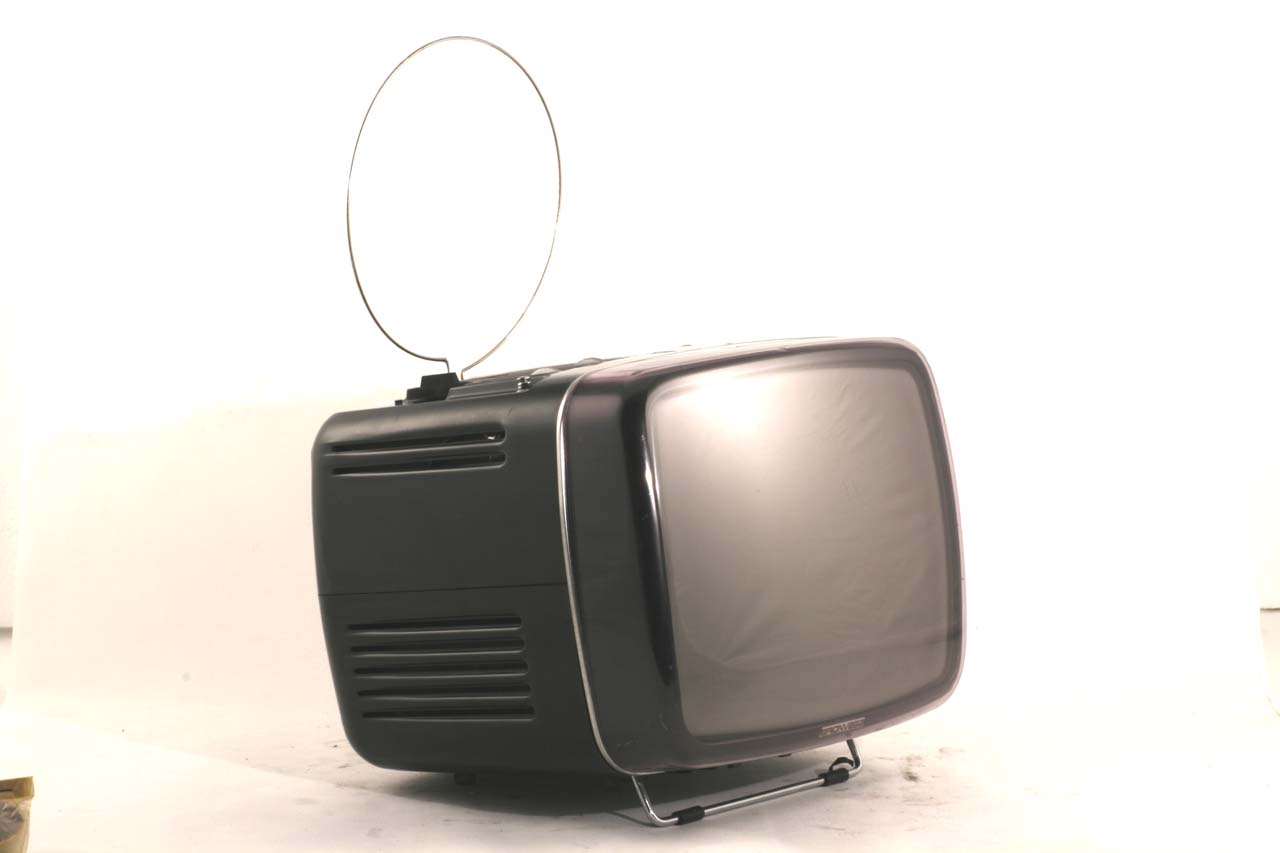
Brionvega brachte 1954 das erste in Italien hergestellte Fernsehgerät auf den Markt und 1962 das erste in Europa hergestellte tragbare Fernsehgerät.

Die Auswirkungen des Wirtschaftswunders auf die italienische Gesellschaft waren enorm. Die rasche wirtschaftliche Expansion führte zu einem massiven Zustrom von Migranten aus dem ländlichen Süditalien in die Industriestädte des Nordens. Diese Binnenmigration richtete sich vor allem auf die Fabriken des so genannten „industriellen Dreiecks“, der Region zwischen den großen Produktionszentren Mailand und Turin und der Hafenstadt Genua. Zwischen 1955 und 1971 waren schätzungsweise 9 Millionen Menschen an den interregionalen Wanderungsbewegungen in Italien beteiligt, die ganze Gemeinden entwurzelten und große Ballungsräume schufen.
Die Erfordernisse einer sich modernisierenden Wirtschaft und Gesellschaft schufen einen großen Bedarf an neuen Verkehrs- und Energieinfrastrukturen. Tausende von Kilometern an Eisenbahnen und Autobahnen wurden in Rekordzeit fertiggestellt, um die wichtigsten städtischen Gebiete miteinander zu verbinden. In ganz Italien wurden Dämme und Kraftwerke gebaut, oft ohne Rücksicht auf geologische und ökologische Bedingungen. Ein gleichzeitiger Boom auf dem Immobilienmarkt, der durch das starke Bevölkerungswachstum und die Binnenmigration zunehmend unter Druck geriet, führte zu einer explosionsartigen Ausdehnung der städtischen Gebiete. In den Außenbezirken vieler Städte wurden riesige Viertel mit Wohnungen für niedrige Einkommen und Sozialwohnungen gebaut, was im Laufe der Jahre zu schwerwiegenden Problemen wie Verkehrsüberlastung, Ghettobildung und steigender Kriminalität führte. Die natürliche Umwelt wurde durch die ungeregelte industrielle Expansion belastet, was zu einer weit verbreiteten Luft- und Wasserverschmutzung und zu Umweltkatastrophen wie der Vajont-Staudamm-Katastrophe und dem Chemieunfall in Seveso führte, bis sich ab den 1980er Jahren ein grüneres Bewusstsein entwickelte.
Die Verdoppelung des italienischen BIPs zwischen 1950 und 1962 hatte einen massiven Einfluss auf Gesellschaft und Kultur. Die italienische Gesellschaft, die in der ersten Hälfte des Jahrhunderts weitgehend ländlich geprägt, konnte sich plötzlich eine riesige Auswahl an billigen Konsumgütern wie Autos, Fernsehgeräten und Waschmaschinen leisten. Von 1951 bis 1971 verdreifachte sich das durchschnittliche reale Pro-Kopf-Einkommen, eine Entwicklung, die mit einer deutlichen Änderung der Konsummuster und einer Verbesserung der Lebensbedingungen einherging. So besaßen 1955 nur 3 % der Haushalte einen Kühlschrank und 1 % eine Waschmaschine, während es 1975 bereits 94 % bzw. 76 % waren. Außerdem besaßen inzwischen 66 % aller Haushalte ein Auto. Im Jahr 1954 nahm die staatliche Rundfunkanstalt RAI einen regelmäßigen Fernsehdienst auf, was großen Einfluss auf die Bildung einer nationalen Leitkultur hatte.

## Kritische Rezeption
Der allgegenwärtige Einfluss der Massenmedien und des Konsumismus auf die italienische Gesellschaft wurde von Intellektuellen wie Pier Paolo Pasolini und Luciano Bianciardi kritisiert und als Form der Homogenisierung und des kulturellen Verfalls angeprangert. Filme wie Il Sorpasso (1962) und I Mostri (1963) von Dino Risi, Il Boom (1963) von Vittorio De Sica und C'eravamo tanto amati (1974) von Ettore Scola thematisierten den Egoismus und die Unmoral, die ihrer Meinung nach die goldenen Jahre des Wunders kennzeichneten.